# Canadian Imperial Bank of Commerce

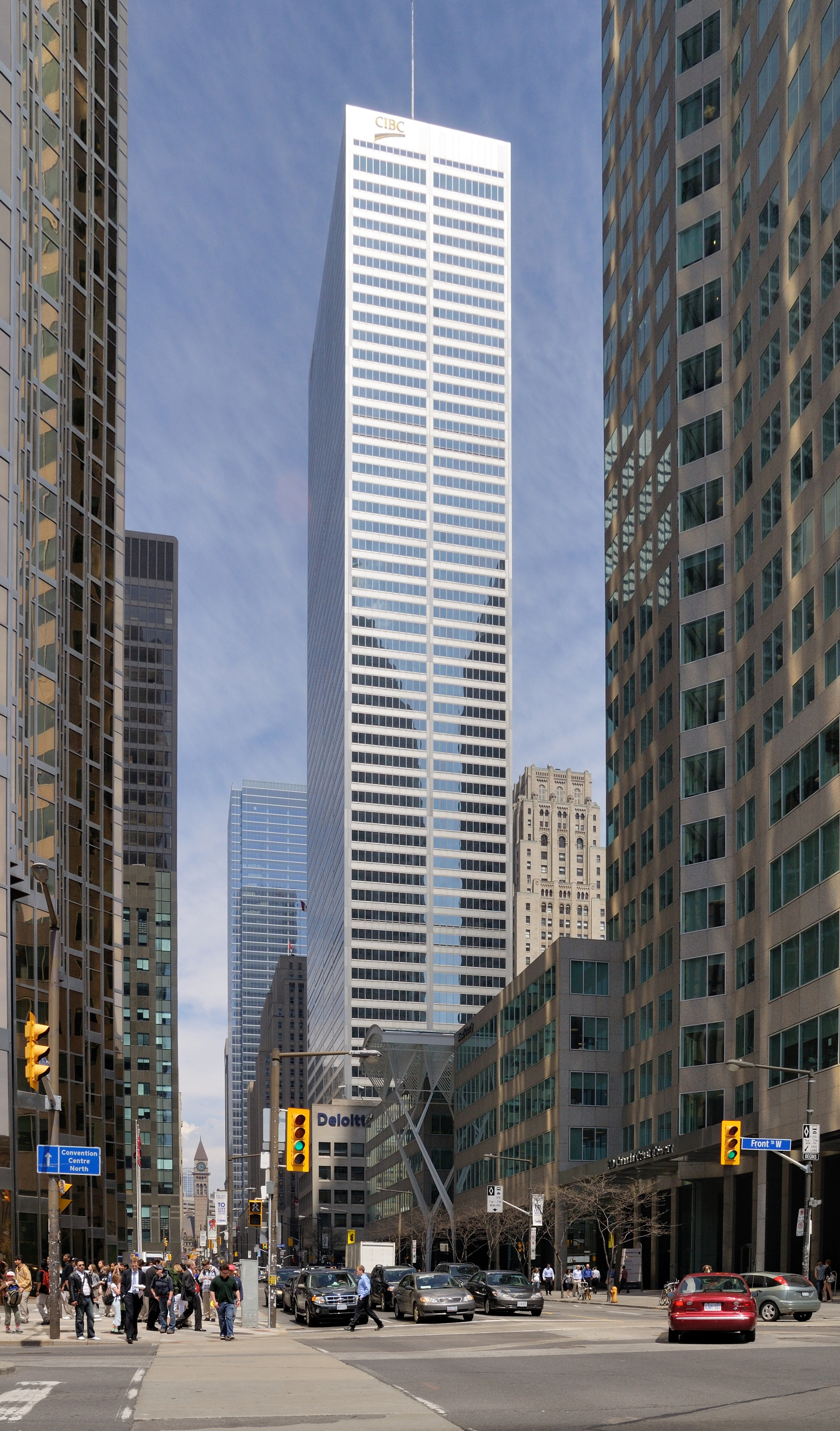
Hauptsitz im Commerce Court

Die Canadian Imperial Bank of Commerce (frz. Banque canadienne impériale de commerce) ist die viertgrößte Bank Kanadas. Besser bekannt unter dem Kürzel CIBC hat sie ihren Hauptsitz im Commerce Court in Toronto. Sie ist nicht nur in Kanada, sondern auch in den USA, der Karibik, in Asien und Großbritannien vertreten. Die Bank verfügt über 1000 Filialen in Kanada und betreibt über 4000 Geldautomaten. Die Aktie der Bank wird sowohl an der Torontoer als auch der New Yorker Börse unter dem Symbol CM gehandelt. 

## Geschichte

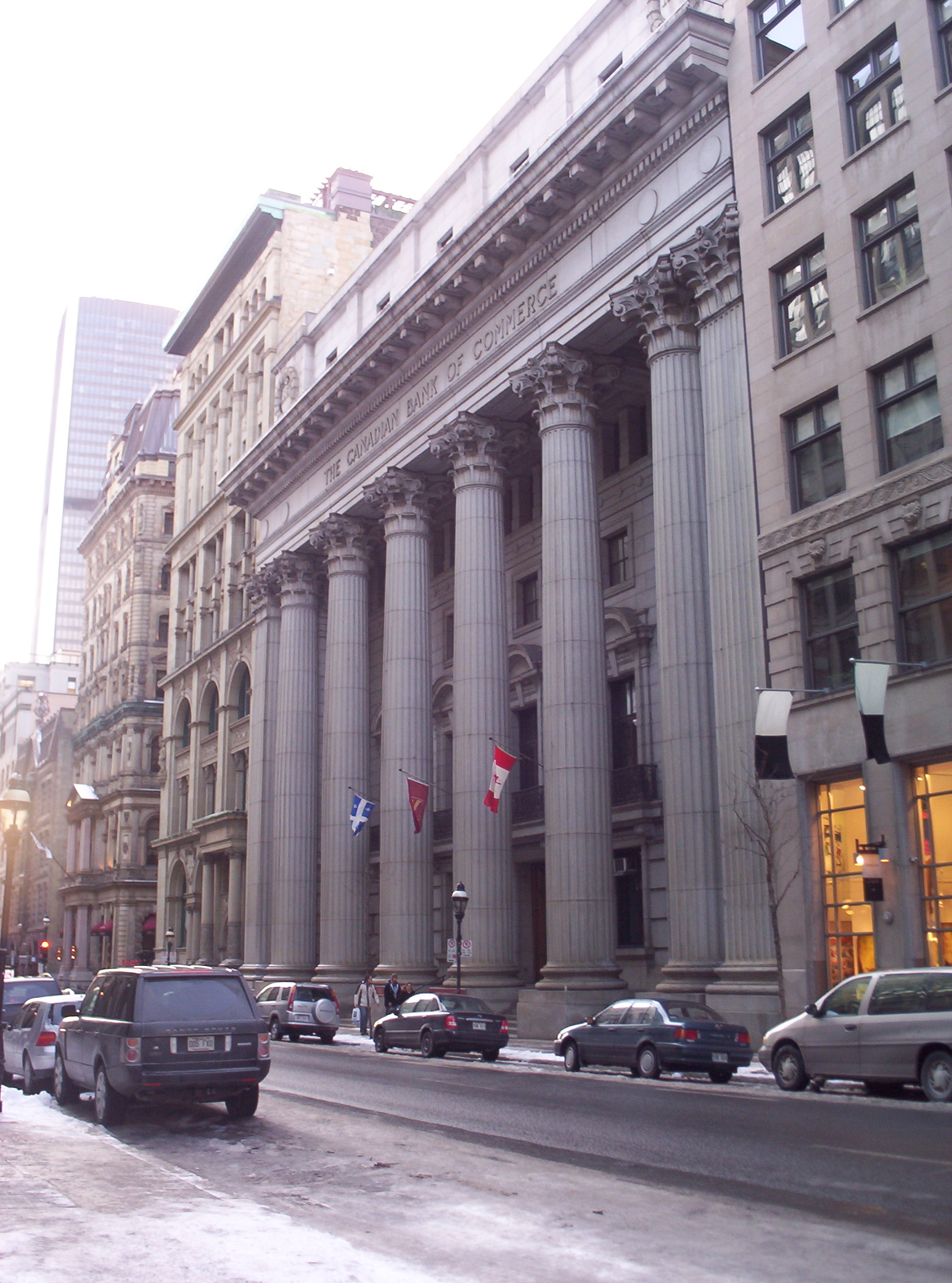
Niederlassung der CIBC in Montréal

Die Canadian Imperial Bank of Commerce entstand 1961 aus einer Fusion der Canadian Bank of Commerce (gegründet 1867) und der Imperial Bank of Canada (gegründet 1875). Mit über 1.200 Niederlassungen in Kanada zählte sie zu den größten Banken Kanadas.
CIBC war die erste kanadische Bank, die 1969 Geldautomaten für ihre Dienstleistungen benutzte.
In den späteren 1990er-Jahren bestanden Absichten, mit der Toronto-Dominion Bank zu fusionieren. Die Regierung Kanadas, unter der Führung des damaligen Finanzministers Paul Martin, blockierte jedoch die Fusion.
Zusammen mit dem kanadischen Lebensmittelkonzern Loblaw Companies startete CIBC 1996 die Online-Bank President's Choice Financial. 2002 hatte das Joint-Venture bereits mehr als 1 Million Kunden in Kanada.

### Fusionen
In ihrer Geschichte hat die CIBC Fusionen mit anderen Finanzinstituten vollzogen:
- Wood Gundy Inc. (1988)
- TAL Private Management (1994)
- Penfund (1998)

## Geschäftsbereiche
- CIBC Retail Markets
- CIBC Securities
- CIBC World Markets
- CIBC Imperial Service
- CIBC Wood Gundy

## Mitgliedschaften
Die CIBC ist Mitglied der Canadian Bankers Association (CBA) und ein registriertes Mitglied der Canada Deposit Insurance Corporation (CDIC), der kanadischen Einlagensicherungsagentur sowie Mitglied von Interac.